# Belvidere (Dakota del Sur)
Belvidere es un pueblo ubicado en el condado de Jackson en el estado estadounidense de Dakota del Sur. En el Censo de 2010 tenía una población de 49 habitantes y una densidad poblacional de 22,68 personas por km².

## Geografía
Belvidere se encuentra ubicado en las coordenadas 43°49′56″N 101°16′16″O / 43.83222, -101.27111. Según la Oficina del Censo de los Estados Unidos, Belvidere tiene una superficie total de 2.16 km², de la cual 1.97 km² corresponden a tierra firme y (8.87%) 0.19 km² es agua.

## Demografía
Según el censo de 2010, había 49 personas residiendo en Belvidere. La densidad de población era de 22,68 hab./km². De los 49 habitantes, Belvidere estaba compuesto por el 85.71% blancos, el 0% eran afroamericanos, el 14.29% eran amerindios, el 0% eran asiáticos, el 0% eran isleños del Pacífico, el 0% eran de otras razas y el 0% pertenecían a dos o más razas. Del total de la población el 2.04% eran hispanos o latinos de cualquier raza.